# Wendela Hebbe

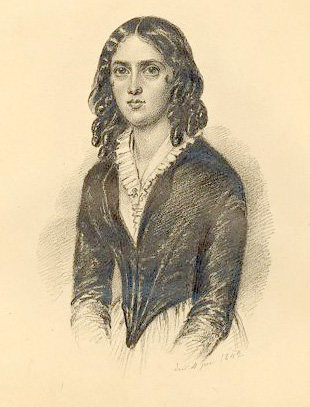
Wendela Hebbe av Maria Röhl 1842.

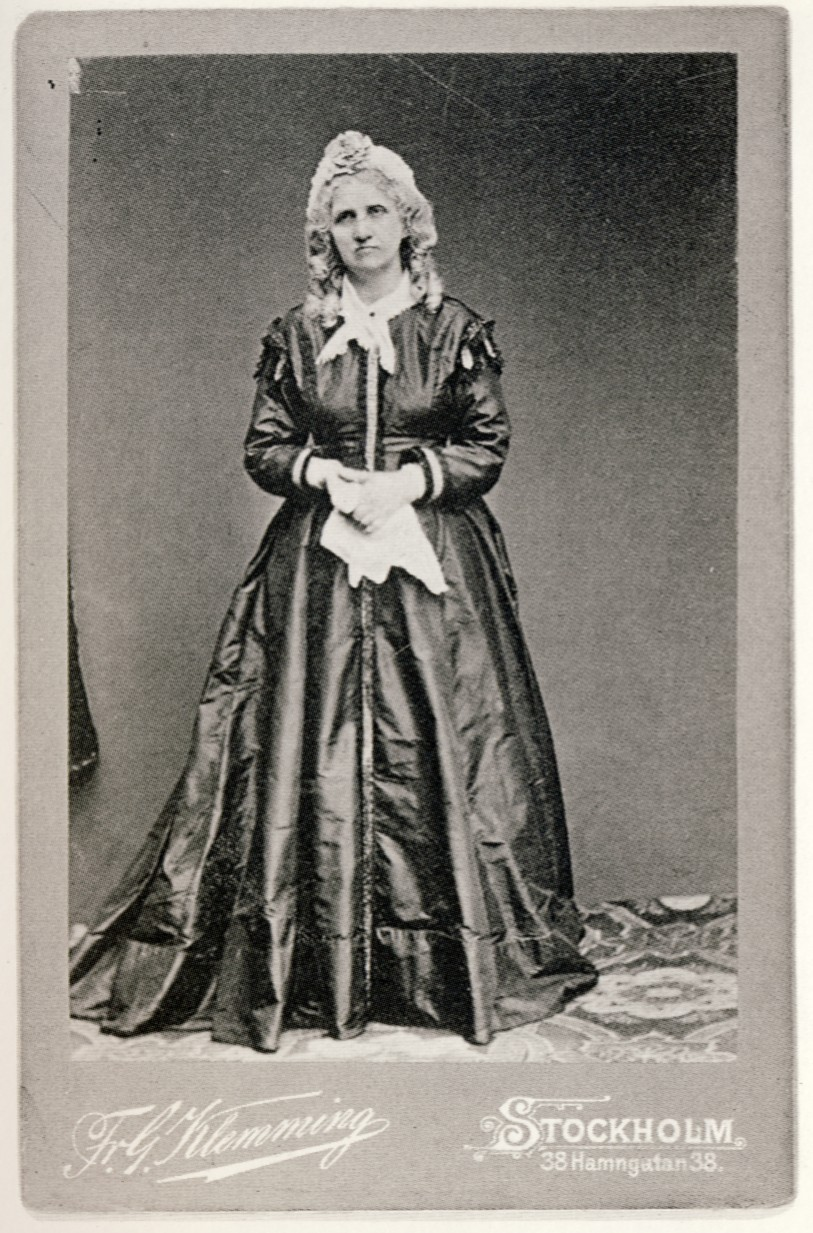
Vendela Hebbe fotograferad 1890 av Frans Gustaf Klemming.

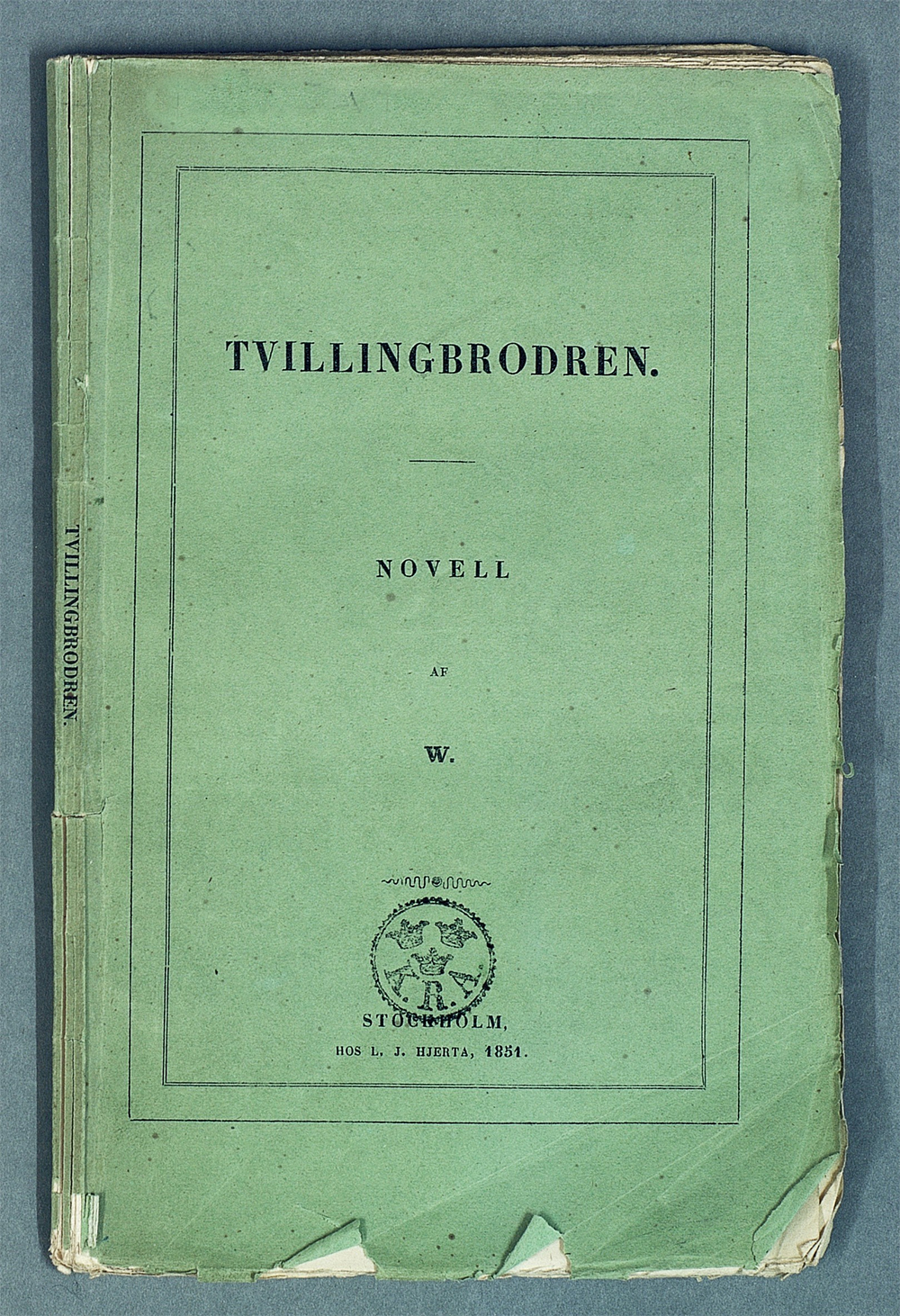
Omslag till Tvillingbrodern (1851).

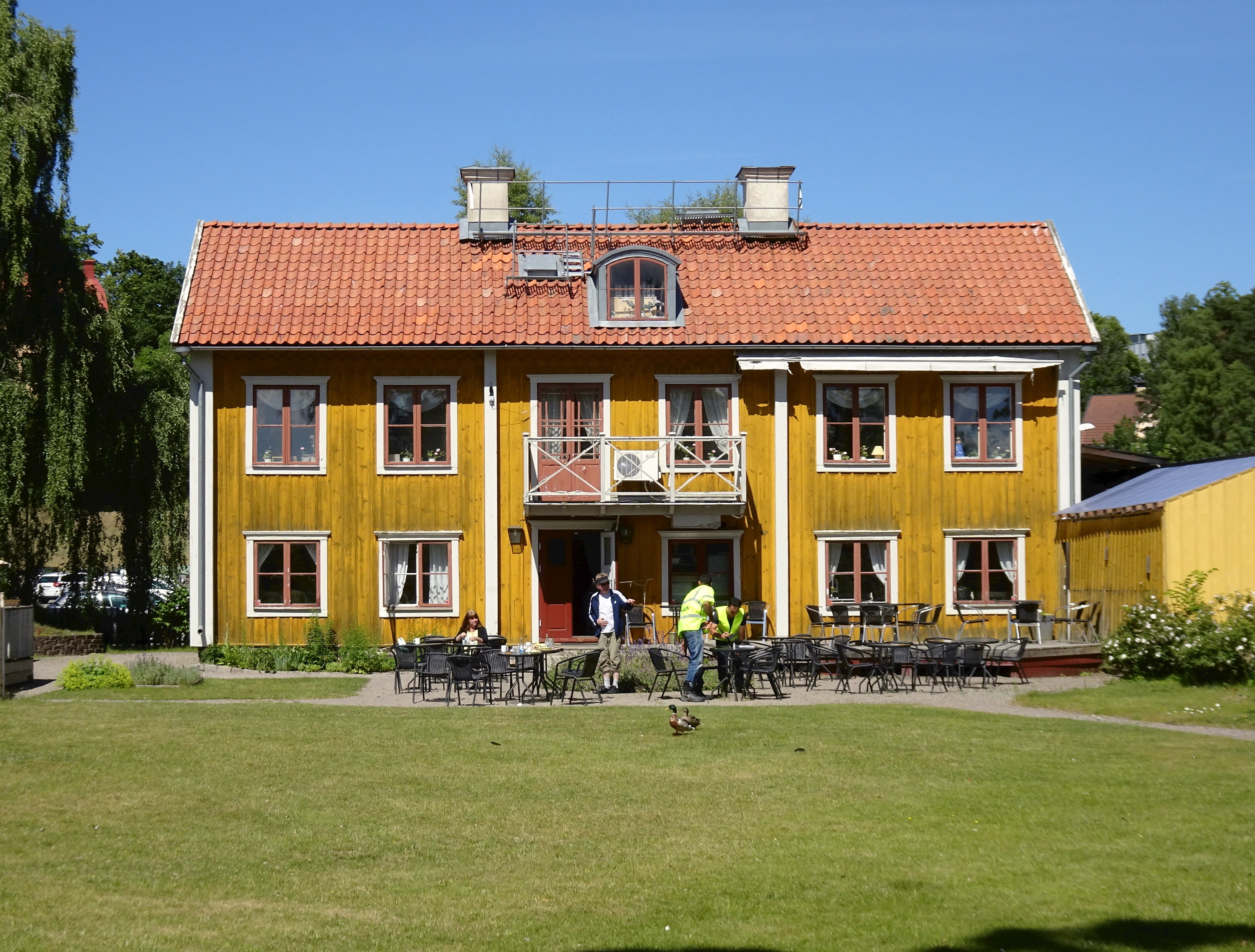
Wendela Hebbes hus i Södertälje.

Wendela Hebbe, född Åstrand den 8 september 1808 i Jönköpings församling, död 27 augusti 1899 i Hedvig Eleonora församling, Stockholm, var en svensk författare, tonsättare, journalist och översättare. Hon blev anställd hos tidningen Aftonbladet år 1841 och anses vara Sveriges första kvinnliga journalist.

## Biografi

### Uppväxt och bakgrund
Wendela Hebbe växte upp i Norra Sandsjö socken i Jönköpings län som dotter till kyrkoherden där, Samuel Åstrand (1767–1827) och hans andra hustru Maria Lund (1776–1847). Hon var 1832–1864 gift med juristen och godsägaren Clemens Hebbe och mor till operasångerskan Signe Hebbe. Mannen var känd för sitt politiska författarskap under signaturen Junius. När han drabbades av ekonomiska svårigheter 1839 och lämnade landet fick hon ensam uppfostra deras döttrar Fanny, Thecla och Signe. Hennes syster Malin Sköldberg (född 1811) nämns som lovande konstnär, men kunde inte studera i Stockholm eftersom det inte fanns någon bekant familj där, och hon tvingades i stället gifta sig 1837 med gynekologen Sven Erik Sköldberg. 

### Karriär
Hebbe flyttade 1839 till Jönköping, där hon höll undervisning i musik, och 1841 till Lilla Nygatan 8 i Stockholm. Efter att ha kommit i kontakt med Lars Johan Hierta anställdes hon av honom som översättare vid dennes bokförlag Läsebiblioteket. Hon blev också medarbetare i hans tidning Aftonbladet där hon främst skrev teater-, musik- och litteraturkritik, men även gjorde socialreportage. Wendela Hebbe och Lars Johan Hierta kom att leva tillsammans i ett närmast äktenskapsliknande förhållande, även om Wendela förblev gift med Clemens Hebbe till och med 1864. Clemens Hebbe återvände dock aldrig till Sverige efter sin landsflykt 1839. Wendela Hebbe och Lars Johan Hierta fick 1852 sonen Edvard Faustman (1852–1927), far till konstnären Mollie Faustman. Vid samma tid började hon verka som författare under pseudonymerna Liana H och Vendela H. I hennes tidigaste romaner 1841–1851 märks ett tydligt inflytande från Carl Jonas Love Almqvist, som var hennes granne och kollega.
Hon var en viktig person i Stockholms dåtida litterära sällskapsliv och anses ha varit Sveriges första kvinnliga journalist. Från 1847 till 1861 bodde Wendela Hebbe i en liten hörnlägenhet i kvarteret Ulysses (Stora Nygatan 21). Där höll hon litterär salong, som under 1840-talet var en samlingspunkt för Stockholms litterära och konstnärliga värld och som ett decennium senare var en viktig konstnärlig samlingspunkt. Hon stod i vänskaplig förbindelse och brevväxlade med både Almqvist och Esaias Tegnér. På 1850-talet drog hon sig tillbaka från publicistiken. För Djurgårdsteatern skrev hon tal- och sångspelet Dalkullan 1858. 
Hebbe översatte till svenska Den lilla odygdsmakaren (1863), en fransk sagobok Histoire comique et terrible de Loustic L'Éspiègle (cirka 1861), illustrerad av karikatyrtecknaren Bertall (Charles Albert d'Arnoux, 1820–1882). På 1870-talet gav hon ut de två sagoböckerna I skogen och Bland trollen som båda blev uppmärksammade. Hon komponerade också Det är så underliga ställen för röst och piano.

### Wendelas Vänner
Föreningen Wendelas Vänner har sett till att bevara det sommarhus i Södertälje som Lars Johan Hierta köpte till henne 1863. I Jönköping finns sedan 1991 en gata uppkallad efter Wendela Hebbe. Även i Fruängen finns en gata uppkallad efter henne, Wendela Hebbes Gata.

### För barn och ungdom
- I skogen : sannsagor för ungdom : med 20 träsnitt. Samling af skönlitteratur ; 20. Stockholm: Hjerta. 1871. Libris 1209132. http://litteraturbanken.se/forfattare/HebbeW/titlar/ISkogenSannsagor/sida/III/etext
- Bland trollen : sagor från olika länder. Barn- och ungdomsbiblioteket Iduna ; 9. Stockholm: Beijer. 1877. Libris 1595358
- Nya sannsagor för ungdom. Stockholm: H. Geber ; Jos. Seligmann. 1884. Libris 1600218 - Med 18 teckningar af Carl Larsson.

### Bidrag i tidningar och kalendrar
- En resa till Stockholm. Anonymt. Aftonbladet 1841-02-12 och 1841-02-18.
- Hedevig : novell / af W. Aftonbladet 1841-06-30ff.
- Bröderne : novell / af W. Aftonbladet 1842-02-17ff.
- En kammarherre i 19:de århundradet : teckning efter naturen. Signerad W. Aftonbadet 1842-10-14ff.
- En prästgård i Småland : : teckning efter naturen / af W. Aftonbladet 1843-02-22ff. Omtryckt i Östersundsposten 1899-04-11 ff.
- Ståndspersonerna : teckning efter naturen / af W. Aftonbladet 1843-12-20f.
- Drag ur folklifvet : veterinärn. Anonymt. Aftonbladet 1845-11-12f.
- En kärlekshistorie : teckning efter naturen. Ingår i:  På divans-bordet : romantiska skildringar. Stockholm: Rylander. 1846. sid. 81-106. Libris 2006451
- Arbetskarlens hustru  : teckning efter naturen / af W. Aftonbladet 1846-01-21. Omtryckt i * Empati och engagemang: en kvinnolinje i svensk journalistik. Enhörna: Tusculum. 2008. sid. 28-37. Libris 10868509. ISBN 9789197656719
- Mor Brita i sin lycka
- Krigaren enka eller en "Pauvre honteuse" : teckning efter naturen / af W. Aftonbladet 1846-03-20.
- Georgina : teckning efter naturen. Ingår i : Nordstjernan : witterhetsstycken och poemer. Stockholm: Rylander. 1847. Libris 1933846
- Monsieur Coichi. Jönköpingsbladet 1847-01-19.
- Om Skydds-syskonförbundet. Undertecknad W. Aftonbladet 1847-01-22f.
- En fattig qvinna. Undertecknad W. Aftonbladet 1850-02-22.
- En fattig familj. Undertecknad W. Aftonbladet 1850-03-06.
- Anima : teckningar efter naturen / af W. Aftonbladet 1858-01-04ff.
- Provence-rosen : teckning efter naturen / af W. Aftonbladet 1858-10-26ff.
- Ghita : berättelse från Pompeji / af Wendela Hebbe. Ny illustrerad tidning 1877, s. 122f.

### Översättningar i urval
- Lytton, Edward Bulwer Lytton (1841). Natt och morgon. Nytt läse-bibliothek, 1282721 ; 1841. Stockholm. Libris 10869975
- Dickens, Charles (1842). Nicholas Nickleby's lefnad och äfventyr: En trogen berättelse om Nickleby-familjens lycks- och olycksöden af Charles Dickens [Del 1-3]. Stockholm, tryckt hos L. J. Hjerta, 1842.. Stockholm. Libris 8411253 - Översatt tillsammans med G W Bergström.
- Lytton, Edward Bulwer Lytton (1842). Zanoni: roman. Nytt läse-bibliothek, 99-1334038-1 ; 1842:4:1. Stockholm. Libris 1282768
- Mérimée, Prosper (1842). Colomba. Nytt läse-bibliothek, 99-1334038-1 ; 1842:4:2. Libris 1282775
- Lytton, Edward Bulwer Lytton (1843). Fregattkaptenen eller förstfödslorätten. Dram i fem akter af E. Lytton Bulwer. Fri öfversättning från originalet.. Stockholm, tryckt hos L. J. Hjerta, 1843.. Libris 10452066 - Tillsammans med Wendela Åstrand.
- Lytton, Edward Bulwer Lytton (1843). Penningen: Komedi i fem akter af Edward Lytton Bulwer. Stockholm, tryckt hos L. J. Hjerta, 1843.. Stockholm: Hjerta. Libris 8409869
- Sue, Eugène (1844). Parisiska mysterier. Läsebibliotheket, 99-1677463-3 ; 1844:2. Stockholm. Libris 1609067 - Tillsammans med Johan Magnus Rosén, Oscar Patric Sturzen-Becker, Wilhelmina Stålberg och Georg Scheutz.
- James, George Payne Rainsford (1844). Morley Ernstein.. Läsebibliotheket, 99-1677463-3 ; 1844:3. Stockholm. Libris 1609057
- Dickens, Charles (1845). Barnaby Rudge.. Stockholm. Libris 1799644
- Den lilla odygdsmakaren och hans öde : lärorika taflor för små barn : [sagor för grymma vuxna]. Stockholm: L.J. Hiertas förlag. 1863. Libris 10229193. https://runeberg.org/odygd/

### Redaktörskap
- Svenska skalde-stycken för ungdom. Stockholm. 1845. Libris 12239437. http://litteraturbanken.se/#!/forfattare/HebbeW/titlar/SvenskaSkaldestycken/info
- Perlbandet folkvisor och romancer. häfte 1, sjungna af Jenny Lind, Mathilda Enequist och Signe Hebbe ; för en röst vid piano. Stockholm: Elkan & Schildknecht. 1971. Libris 10321536
- Perlbandet folkvisor och romancer. häfte 2, sjungne af Jenny Lind, Mathilda Enequist, Signe Hebbe och Ida Basilier ; för en röst vid piano. Stockholm: Elkan & Schildknecht. 1875. Libris 10321901

## Musikverk

### Piano
- Det är så underliga ställen, polska.[12] Låten har även arrangerats för sång och piano av Isidor Dannström.[13][14]

- Så högt där uppe mellan fjällen, polska.[12]